# Cảnh sát giao thông

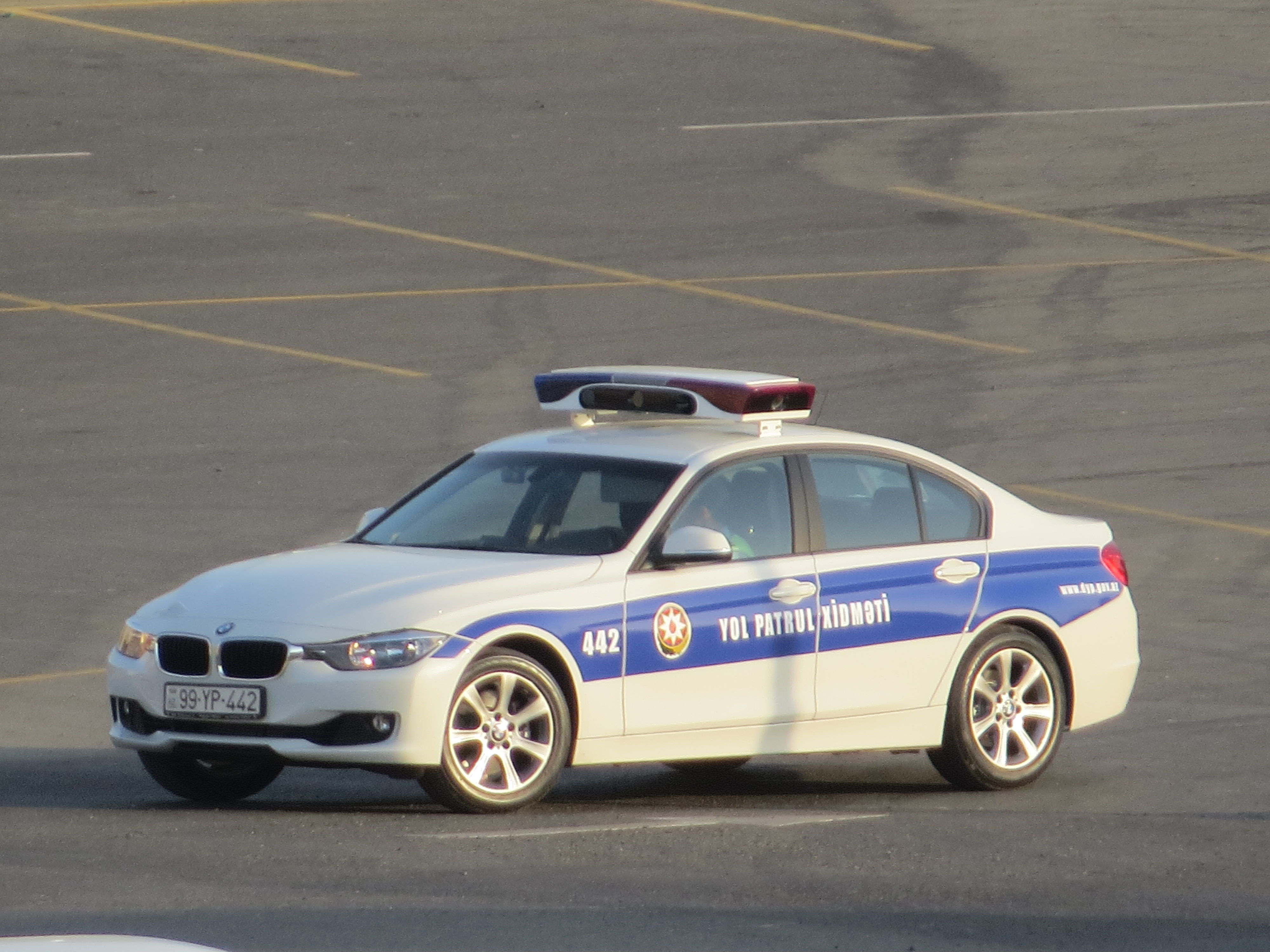
Xe cảnh sát giao thông Ailen BMW 3 series ở Baku

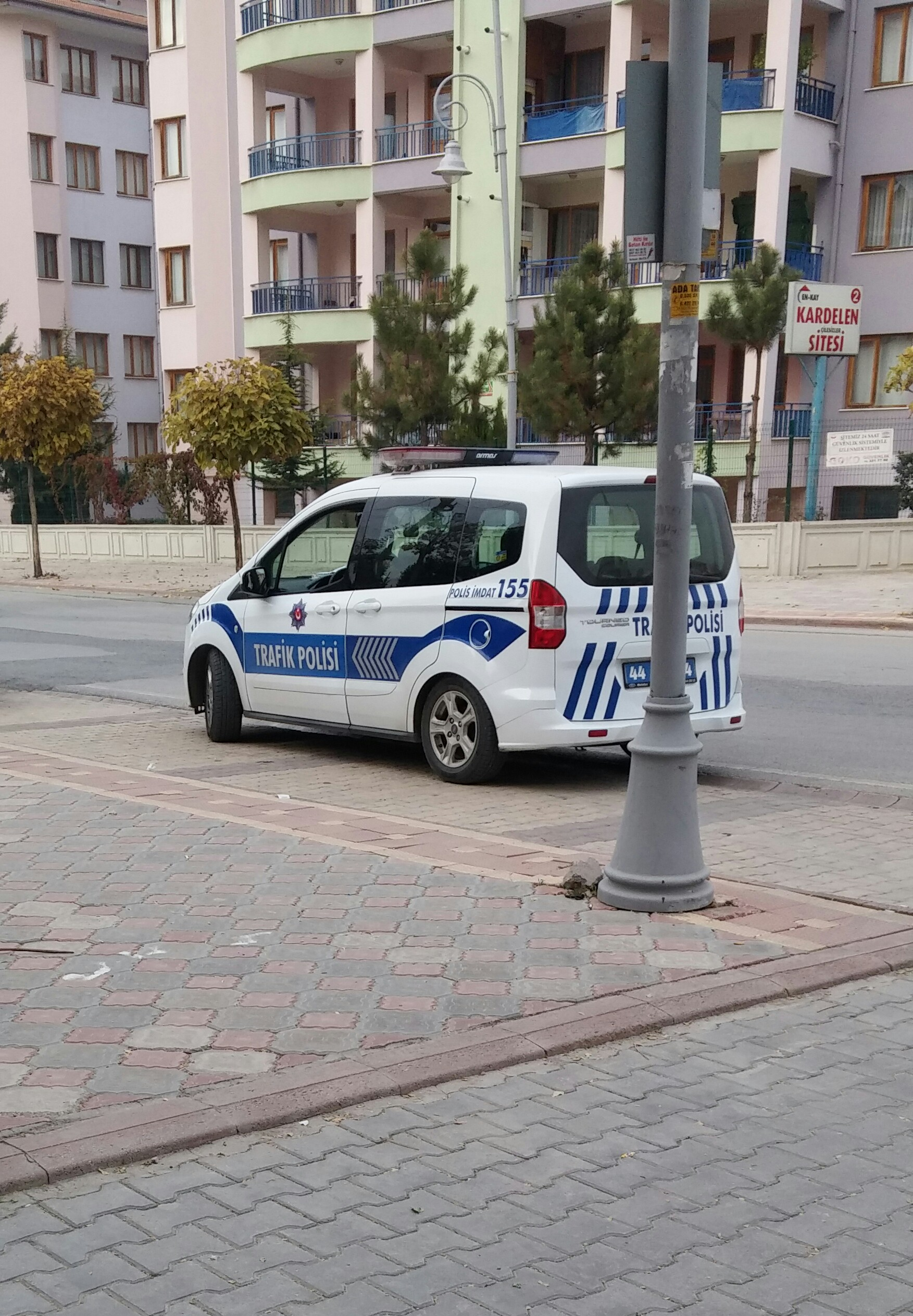
Một chiếc xe cảnh sát Ford Tourneo Courier 2015 của Tổng cục An ninh, Thổ Nhĩ Kỳ

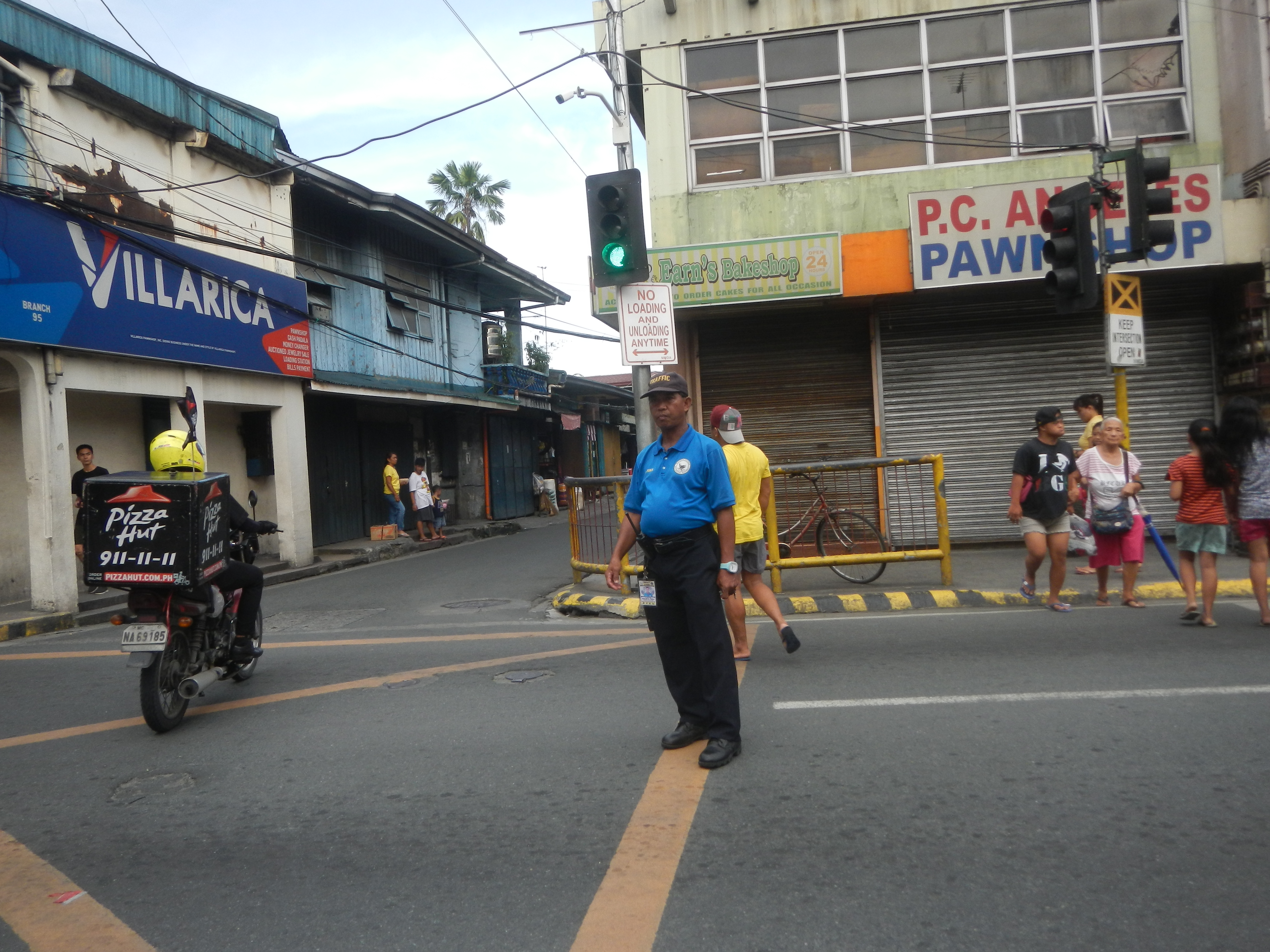
Cảnh sát giao thông Pateros ở Philippines

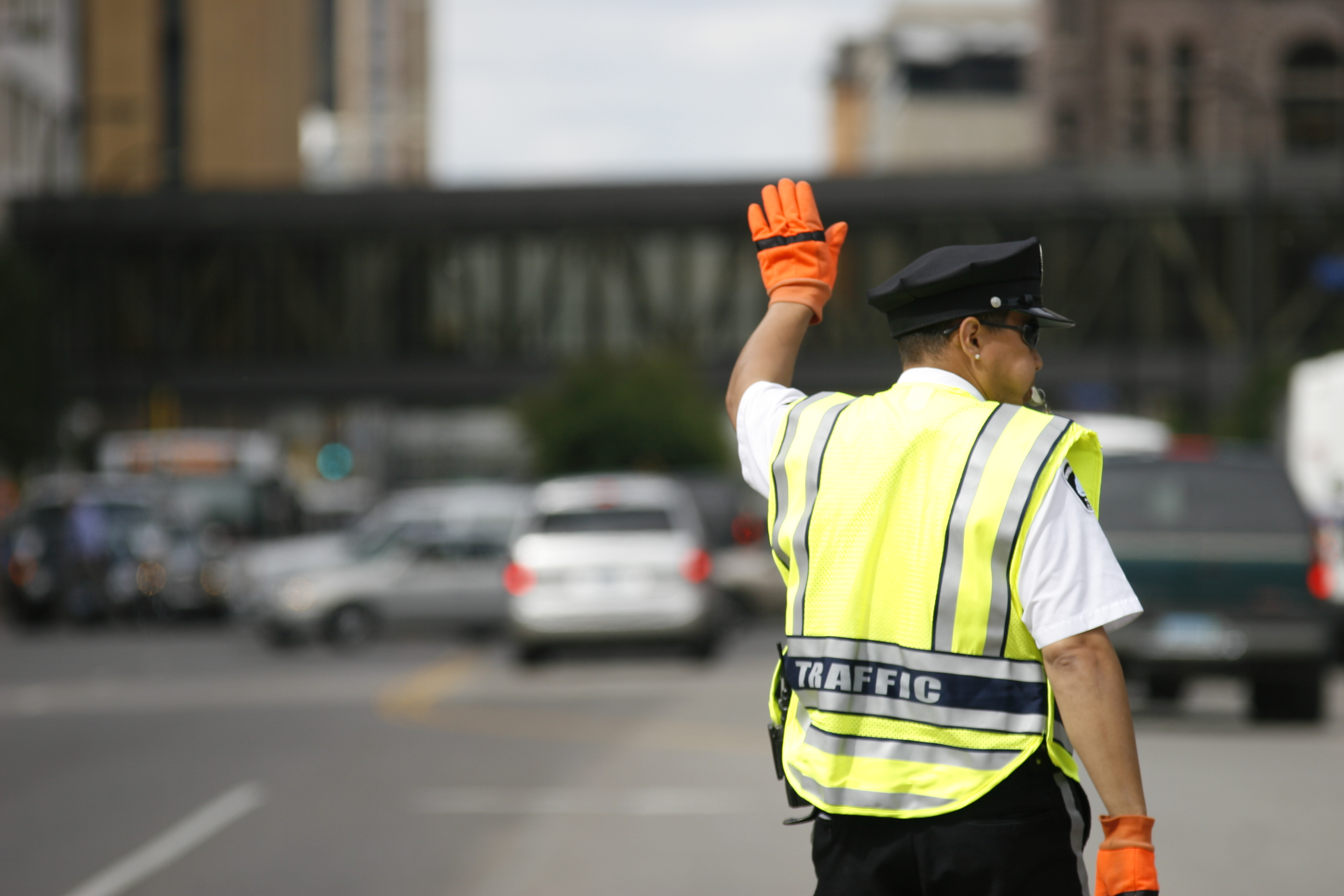
Một nhân viên giao thông của Sở Cảnh sát thành phố Minneapolis chỉ đạo giao thông trong trung tâm thành phố Minneapolis. Hoa Kỳ

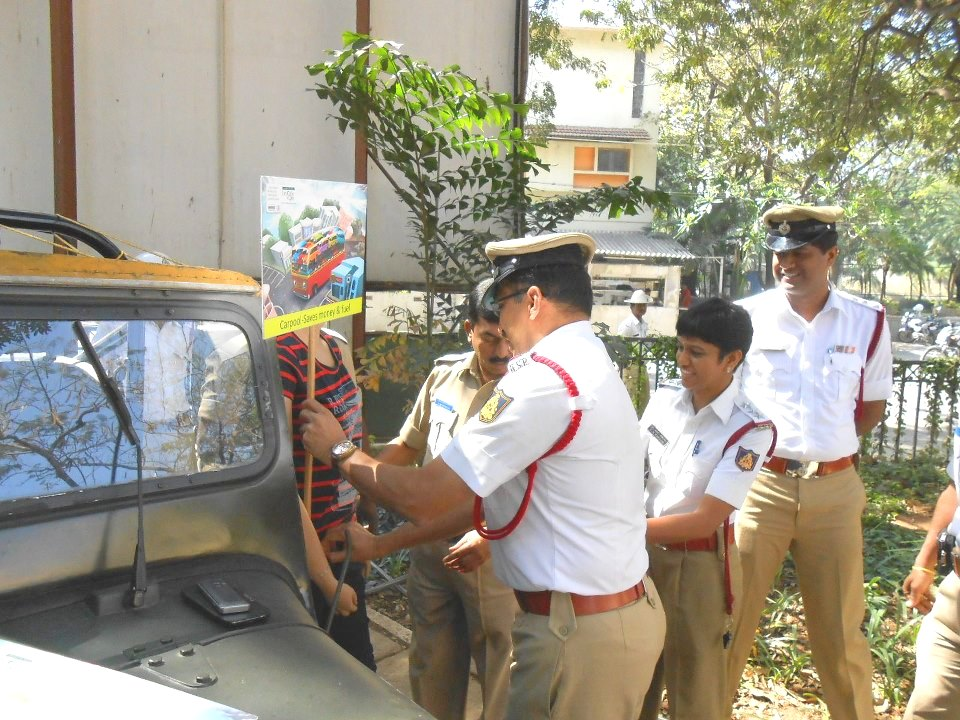
Cảnh sát của Cảnh sát giao thông thành phố Bangalore trong bộ đồng phục màu trắng tiêu chuẩn nhìn thấy trên khắp Ấn Độ

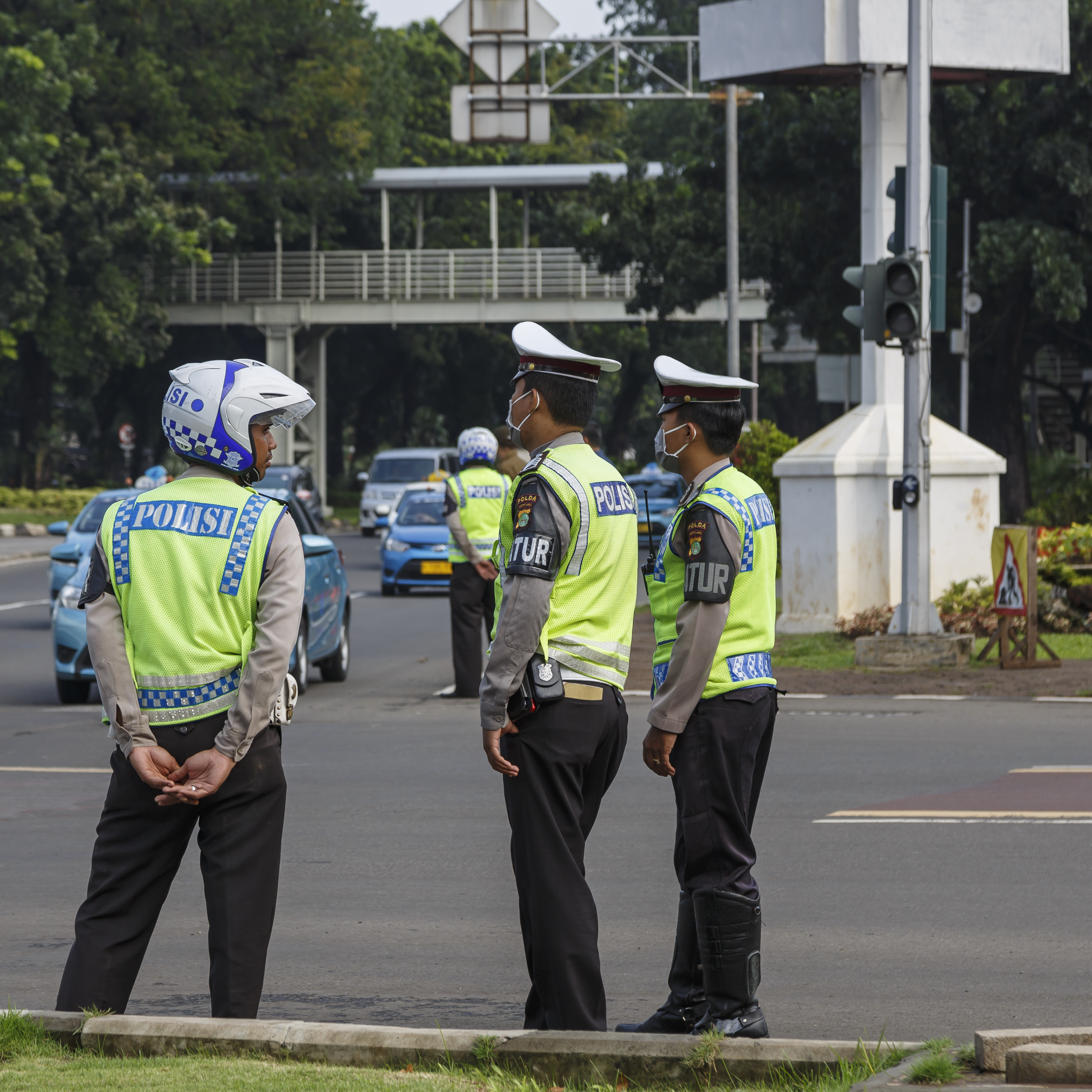
Sĩ quan cảnh sát giao thông Indonesia

Cảnh sát giao thông còn gọi là công an giao thông hay nhân viên giao thông, là nhân viên cảnh sát điều khiển giao thông hoặc phục vụ trong một đơn vị kiểm soát giao thông hoặc đường bộ thực thi các quy tắc của đường. Cảnh sát giao thông bao gồm các sĩ quan tuần tra các con đường lớn và bao gồm các cảnh sát giải quyết các vi phạm giao thông trên các con đường khác. Đã có ghi chú như sau:
...cảnh sát giao thông, những người được coi là ngoại vi đối với hầu hết các lực lượng cảnh sát, tham gia vào cả sự can thiệp có thẩm quyền và công lý tượng trưng. Có lẽ một mình trong tất cả các nhiệm vụ, cảnh sát giao thông là cảnh sát phục vụ đầy đủ. Tuy nhiên, chúng khác với phần còn lại, vì công việc của chúng chỉ giới hạn ở một địa điểm cụ thể - cụ thể là các tuyến đường công cộng - và cho những người cụ thể - cụ thể là những người điều khiển phương tiện cơ giới. Nhưng về mặt công việc, cảnh sát giao thông là thám tử cũng như sĩ quan tuần tra.

## Lịch sử
Cảnh sát giao thông đã tồn tại dưới một số hình thức trong gần ba thế kỷ:
Giao thông đường bộ bắt đầu tăng về khối lượng và tốc độ trong thế kỷ thứ mười tám, và sự pha trộn thực tiễn nói trên đã dẫn đến một nhu cầu rõ ràng đối với một số quy tắc pháp lý. Đáp lại, vào năm 1722, thị trưởng thành phố Luân Đôn đã chỉ định ba người đàn ông để đảm bảo rằng giao thông được giữ ở bên trái và không dừng lại trên Cầu Luân Đôn. Họ có thể là cảnh sát giao thông đầu tiên trên thế giới.

## Cảnh sát giao thông tự động
Tại Cộng hòa Dân chủ Congo, năm cảnh sát giao thông tự động đang hoạt động. Các hình nhôm lớn có thể xoay ở thắt lưng, và chứa các camera truyền hình mạch kín để cho phép họ ghi lại những người phạm tội, để sau đó bắt giữ hoặc áp dụng tiền phạt. Hệ thống chạy bằng năng lượng mặt trời, từ các tấm trên nóc của cấu trúc mà robot đứng. Robot điều khiển giao thông với đèn đỏ và xanh lá cây trong tay và sử dụng cánh tay có khớp nối. Các robot cũng có thể nói chuyện với người đi bộ và giúp họ băng qua đường một cách an toàn.
Hệ thống này được thiết kế và xây dựng bởi một hợp tác xã kỹ thuật của phụ nữ ở DRC. Năm robot khác đã được mua cho tỉnh Katanga, và hơn ba mươi cho việc sử dụng đường cao tốc đã được đề xuất.